# Puffinus elegans
La berta subantartica (Puffinus assimilis elegans Giglioli & Salvadori, 1869) è un uccello marino della famiglia Procellariidae, sottospecie di Puffinus assimilis (berta minore fosca), diffuso nell'arcipelago di Tristan da Cunha e in alcune isole subartiche della Nuova Zelanda (tra cui le Isole Antipodi e le Isole Chatham).